# 凱勒 (喬治亞州)
凱勒（英語：Keller）是位於美國喬治亞州布賴恩縣的一個非建制地區。該地的面積和人口皆未知。

## 地理
凱勒的座標為31°50′36″N 81°15′13″W / 31.84333°N 81.25361°W，而該地的平均海拔高度為5米（即16英尺）。